# 恩特普賴斯 (佛羅里達州)
恩特普賴斯（英語：Enterprise）是位於美國佛羅里達州福祿喜雅縣的一個非建制地區。該地的面積和人口皆未知。

## 地理
恩特普賴斯的座標為28°52′09″N 81°16′00″W / 28.86917°N 81.26667°W，而該地的平均海拔高度為6米（即20英尺）。